# Syrisca longicaudata
Syrisca longicaudata är en spindelart som beskrevs av Roger de Lessert 1929. Syrisca longicaudata ingår i släktet Syrisca och familjen sporrspindlar.
Artens utbredningsområde är Kongo. Inga underarter finns listade i Catalogue of Life.